# Verordnung (EG) Nr. 44/2001 (Brüssel I)
Die EG-Verordnung Nr. 44/2001, im Wortlaut Verordnung des Rates über die gerichtliche Zuständigkeit und die Anerkennung und Vollstreckung von Entscheidungen in Zivil- und Handelssachen, Kurzbezeichnungen EuGVVO, EuGVO oder Brüssel-I-Verordnung, vom 22. Dezember 2000 (veröffentlicht im Amtsblatt der Europäischen Gemeinschaften L 12/01, S. 1) regelte die internationale Zuständigkeit der Gerichte gegenüber einem Beklagten, der seinen Wohnsitz in einem Mitgliedstaat der EU hat, sowie die Anerkennung und Vollstreckung von Entscheidungen in Zivil- und Handelssachen aus anderen Mitgliedstaaten.

## Geschichte
Die EuGVVO ist am 1. März 2002 in Kraft getreten und ersetzte insoweit das bis dahin als völkerrechtlicher Vertrag geltende Übereinkommen über die gerichtliche Zuständigkeit und die Vollstreckung gerichtlicher Entscheidungen in Zivil- und Handelssachen (EuGVÜ). Da Dänemark zunächst vom Anwendungsbereich der EuGVVO ausgenommen war (Art. 1 Abs. 3 EuGVVO), galt in dieser Beziehung das EuGVÜ weiter. Die EuGVVO gilt nur in Bezug auf die Mitgliedstaaten der Europäischen Union. Für die EFTA-Staaten (also Island, Norwegen, Schweiz, aber nicht Liechtenstein) gilt das inhaltlich fast wörtlich mit dem EUGVÜ übereinstimmende Lugano-Übereinkommen über die gerichtliche Zuständigkeit und die Anerkennung und Vollstreckung von Entscheidungen in Zivil- und Handelssachen (LugÜ).
Dänemark hat mit der Gemeinschaft am 19. Oktober 2005 völkerrechtlich vereinbart (ABl. Nr. L 299 vom 16. November 2005, S. 62), dass die EuGVVO auch für und im Verhältnis zu Dänemark Anwendung findet. Dieses Abkommen ist am 1. Juli 2007 in Kraft getreten (ABl. Nr. L 94 vom 4. April 2007, S. 70). Späteren Änderungen und Abkommen, die aufgrund der EuGVVO geschlossen werden, werden für Dänemark nicht automatisch bindend, sondern erst nach erneutem Abschluss eines Abkommens.
Die EuGVVO (Europäische Gerichtsstands- und Vollstreckungsverordnung) wird grundsätzlich allein durch den Europäischen Gerichtshof (EuGH) ausgelegt. Letztinstanzlich entscheidende Gerichte der Mitgliedstaaten müssen daher Fragen der Auslegung dem EuGH gemäß Art. 267 AEU-Vertrag vorlegen.
Nationales Recht wird von der EuGVVO verdrängt. Nur wenn der Anwendungsbereich der EuGVVO nicht eröffnet ist, greifen nationale Vorschriften ein. Dies ergibt sich aus dem grundsätzlichen Anwendungsvorrang des supranationalen EU-Rechts.

## Reform
Die EuGVVO/EuGVO wurde am 10. Januar 2015 von der Verordnung (EU) Nr. 1215/2012 des Europäischen Parlaments und des Rates vom 12. Dezember 2012 über die gerichtliche Zuständigkeit und die Anerkennung und Vollstreckung von Entscheidungen in Zivil- und Handelssachen (ABl L 351 S 1, kurz „Brüssel-Ia-VO“) ersetzt und aufgehoben. Sie gilt allerdings weiterhin für „Altfälle“, d. h. insbesondere Gerichtsverfahren, die vor dem 10. Januar 2015 eingeleitet wurden (vgl. Art. 66 Abs. 1 EuGVVO), aber auch für alle Titel, die aus Verfahren herrühren, die vor diesem Stichtag eingeleitet wurden. Für diese gilt weiterhin das Vollstreckbarerklärungserfordernis gemäß Art. 38 EuGVVO a.F.

## Regelungen
Zu den inhaltlichen Regelungen: → Internationales Zivilverfahrensrecht (EU)

### Lehrbücher
- Peter G. Mayr: Europäisches Zivilprozessrecht. 2. Auflage. WUV, Wien 2011, ISBN 978-3-7089-0500-6.

### Kommentare
- Dietmar Czernich, Stefan Tiefenthaler, Georg E. Kodek: Kurzkommentar. Europäisches Gerichtsstands- und Vollstreckungsrecht. EuGVO und Lugano-Übereinkommen. 2., aktualisierte Auflage. LexisNexis ARD Orac, Wien 2003, ISBN 3-7007-2231-1.
- Reinhold Geimer, Rolf A. Schütze: Europäisches Zivilverfahrensrecht. 2. Auflage. C. H. Beck, München 2004, ISBN 3-406-51015-9.
- Jan Kropholler: Europäisches Zivilprozessrecht. Kommentar zu EuGVO, Lugano-Übereinkommen und Europäischem Vollstreckungstitel. 8. Auflage. Verlag Recht und Wirtschaft, Frankfurt am Main 2005, ISBN 3-8005-1423-0.
- Thomas Simons, Rainer Hausmann: unalex Kommentar Brüssel I-Verordnung: Kommentar zur VO (EG) 44/2001 und zum Übereinkommen von Lugano. IPR Verlag, München 2013, ISBN 3-929942-13-5.

### Zeitschriftenartikel
- Jayme, Kohler: Jährlicher Bericht zur EuGVVO. In: IPRax – Praxis des Internationalen Privat- und Verfahrensrechts. Nr. 6. Gieseking Verlag, Bielefeld.

### Zur Reform
- Pohl: Die Neufassung der EuGVVO – im Spannungsfeld zwischen Vertrauen und Kontrolle. IPrax 2013, 109
- Wagner: Aktuelle Entwicklungen in der justiziellen Zusammenarbeit in Zivilsachen. NJW 2012, 1333